# 別府八景
別府八景（べっぷはっけい）とは、1930年（昭和5年）に制定された大分県別府市とその近郊を対象とした別府温泉の八大景勝地である。同時期に別府三勝や奥別府十勝も制定された。
別府八景はしばしば地獄めぐりと対比され、地獄めぐりに対する極楽めぐりといった売り出し方がなされた。その結果、観光客の記憶に残る名所となり、また盛んに絵葉書や小唄などで宣伝されたために広く知られるところとなった。ただし、現在ではあまり観光地とは呼べないところがあるため、別府八景の中の高崎山や由布院等が観光の対象となることはあっても、別府八景めぐりが観光の対象となることはまずない。つまり、既に別府八景という概念が薄れているということである。

## 歴史
大正時代、別府の名勝開発の一環として「海と山と街が一目の素晴らしい眺め」「豊かな自然」「人の手が加えられた見事な名所」をキーワードに数箇所の景勝地が制定された。別府三勝や奥別府十勝に選定された場所は主に「素晴らしい眺め」と「豊かな自然」の二つの項目により選定されているのに対し、この別府八景は「人の手による名所、人の手が加えられた名所」も対象となっているのが特徴である。たとえば浜脇公園や鶴見ヶ丘などがこれにあたる。別府八景、別府三勝、奥別府十勝のいずれも観光客の爆発的増加につながり大成功であったが、中でも別府八景は広く親しまれた。
盛んに絵葉書が作られ、別府地獄めぐりにつぐ別府観光の目玉であった別府八景も、戦後はだんだんと忘れられてしまった。その原因としては、浜脇公園の景観が八景に選ばれた頃の様子とは著しく変化し、市民公園あるいは児童公園といった雰囲気になったことや、鶴見園の衰退などがあげられる。由布院にしても、もはや戦後は「別府の奥座敷」ではなく独立した観光地として本格的に売り出しにかかっていたので、今更別府八景というわけではなかった。このような事情で、昭和40年代に入ると別府八景の名を聞くことは滅多になくなった。

## 別府八景

### 高崎山
高崎山は現在でも観光地として広く親しまれている。ニホンザルの餌付けで有名である。高崎山は大分市域に含まれ、現在、別府の観光コースの中には含まれないことも多いが、戦前までの高崎山は大分観光というよりはむしろ別府観光に含まれるのが常であった。なお、高崎山の麓に位置する仏崎も、大分市であるものの別府観光の一部であったので別府三勝に選定された。
古くは四極山（しはつやま、しわすやま）と呼ばれ、山頂には豊後守護大友氏の城高崎山城があった。現在は銭瓶峠から林道を通って容易に山頂まで登ることができ、土塁等の遺跡を見学できる。ただし、大分市方面の展望は利くものの別府湾方面の展望は極めて悪い。

### 浜脇公園
松原公園、別府公園と並んで別府の三大公園と呼ばれた。現在の浜脇中学校の場所にあった公園であり、現在市民に親しまれている浜脇公園とは全く異なる。戦前の浜脇温泉は遊廓で栄えており、別府一の歓楽街であった。そこからほんの少し山手に上れば、東屋などが整備された静かな浜脇公園があり、市民の憩いの場となるだけでなく観光客の休憩場としても大いに活用された。
別府湾の眺めもすばらしく、また浜脇の遊郭の瓦屋根がまるで波のように並ぶ様子も一望できた。しかも交通の便がよく、駅から歩いて行ける距離にあることから気軽に立ち寄ることができ、観光客が多く訪れた場所である。しかし時代の流れとともに寂れてしまい、浜脇中学校となり今に至る。

### 乙原・観海寺
観海寺温泉（当時は石垣村）や乙原（おとばる）からの別府湾の展望の素晴らしさは観光客にも広く親しまれ、訪ねる人が後を絶たない。乙原は古くは大友能直が鎌倉の鶴岡八幡宮を勧請した八幡朝見神社の社地があった所。乙原は1929年（昭和4年）に別府遊園（現在のラクテンチ）が出来てからは流川通りからケーブルカーで登れるようになり、春は桜やツツジの名所としても知られている。見渡せる街並みは変わったが、現在でも観海寺温泉やラクテンチからの展望の良さは変わっていない。
乙原の滝はラクテンチのすぐ裏に遊歩道入口があり、そこから15分ほど歩くと着く。観海寺温泉から、景観を楽しみながら山道を歩けばほどなく乙原の滝に着くので、散策コースとしても親しまれていた。落差もあり、近寄ると大変迫力がある。現在は訪れる人も減り遊歩道もやや荒れているが、戦前の一時期は滝壺のすぐ側に休憩所や売店が設けられたこともあった。なお、乙原を音原と表記することもあった。

### 鶴見ヶ丘
観海寺温泉の崖下一帯を鶴見ヶ丘と呼んだ。現在でもこの地名は残っているが当時は石垣村であった。鶴見地獄や八幡地獄といった大規模な地獄があったことから、鉄輪と同様、地獄めぐりの拠点となっていた。また1925年（大正14年）には「九州の宝塚」と言われた歌劇団を持つ鶴見園という遊園地が出来て、乙原の別府遊園と鎬を削っていた。「鶴見踊り」という宣伝用の小唄まで作られ、市民にも広く唄われた。
戦後、鶴見園は一度閉鎖され、荒れるに任されていた。昭和40年代に入り遊園地が復活したものの、結局は閉園となってしまい、跡形もなくなっている。栄華を極めた鶴見園の跡地は分譲され、住宅地や商店に姿を変えた。また、八幡地獄は閉鎖されて公園に姿を変え、鶴見地獄も規模を縮小し寺院の境内となったことから観光名所の色合いが薄れた。このことから、現在鶴見ヶ丘は観光地としてとらえられることはまずない。

### 由布院
現在、由布院温泉は大分県の一大観光地として全国的に有名であるが、当時は別府十湯の一つとして別府の奥座敷的な色合いの濃い場所であった。まだ観光地として独立しているわけではなく、あくまでも別府観光の一環として訪れる人が多かった。別府市内ではなかったにもかかわらず別府八景に選定されたのも、このためである。
賑やかな別府を後にして観光バスで山を越えれば、由布岳周辺の草原や狭霧台からの大パノラマなど、雄大な風景が広がる。また金鱗湖に映る由布岳の美しさや、自然豊かな温泉郷は観光客に広くアピールするところとなり、九州の軽井沢といわれた。

### 実相寺山
当時の石垣村にあった実相寺山は、別府湾を見下ろせる小高い丘で、現在は観光客は全く来ない。しかし、別府湾や高崎山、大分、佐賀関などが一望できる大変眺めの良い場所である。白い仏舎利塔が建っており、別府沿岸からも確認できる。
春先には菜の花が咲き、弁当を広げる家族連れの姿も見られる。また、丘の麓にはサッカーのできるグラウンドも整備されており、汗を流す市民も多い。また夜は、夜景を楽しむこともできる。このように、それぞれの楽しみ方で市民に大変親しまれている場所である。

### 柴石渓流
柴石温泉（当時は亀川町）付近の渓流は、小規模ではあるが流れが速く、水も澄んでおり大変美しかった。戦前は柴石温泉の露天風呂や打たせ湯が渓流のすぐ側に設けられており、お湯に浸かりながら渓流を眺めることができ、観光客の人気を呼んだ。現在は護岸工事などにより、往年の景観はやや失われている。

### 日出海岸
日出町の海岸からは別府が一望できるだけでなく、高崎山や大分、佐賀関までよく見えることから別府観光に取り入れられていた。また、後ろを振り返れば鹿鳴越連山（かなごえれんざん）の稜線も美しい。松屋寺の大蘇鉄や、暘谷城跡などの名所もあることから、別府観光に来た人が日出まで足を伸ばすことはよくあった。
現在でも眺めは美しいが、別府観光の中に含まれることはなくなっている。